# Friedrichsgrube

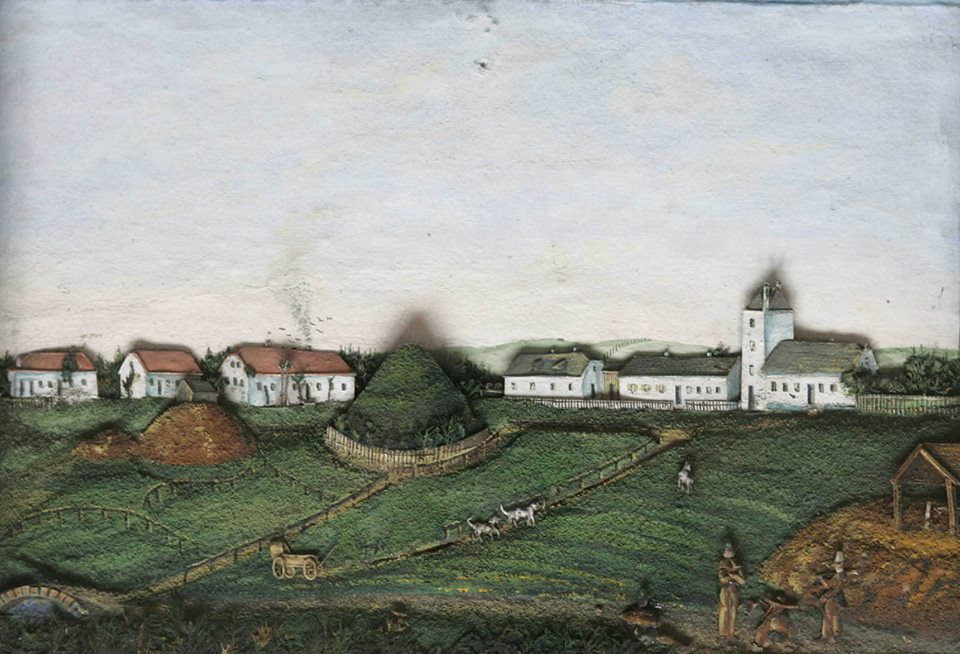
Diorama der Friedrichsgrube um 1860

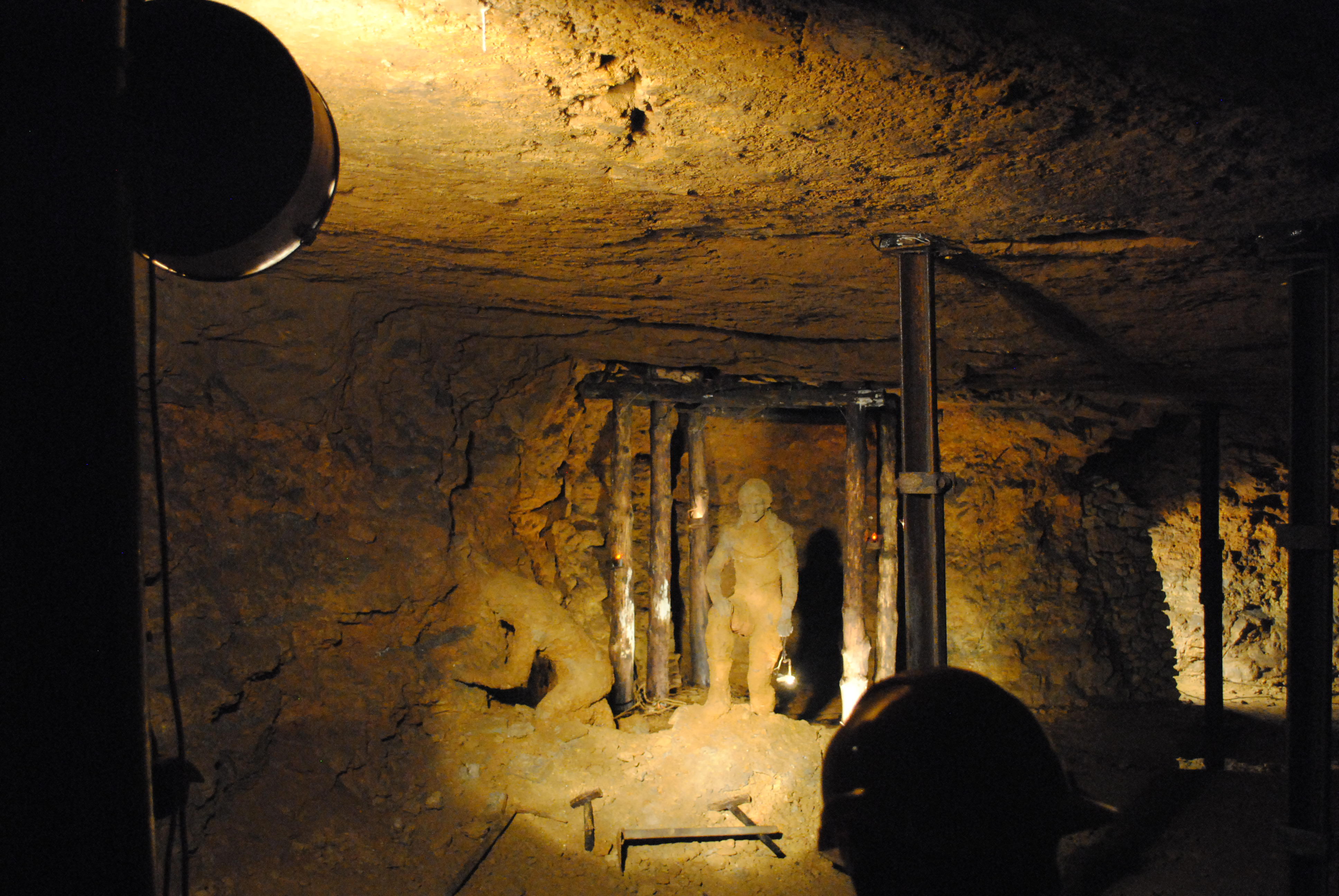
Blick in die Stollen

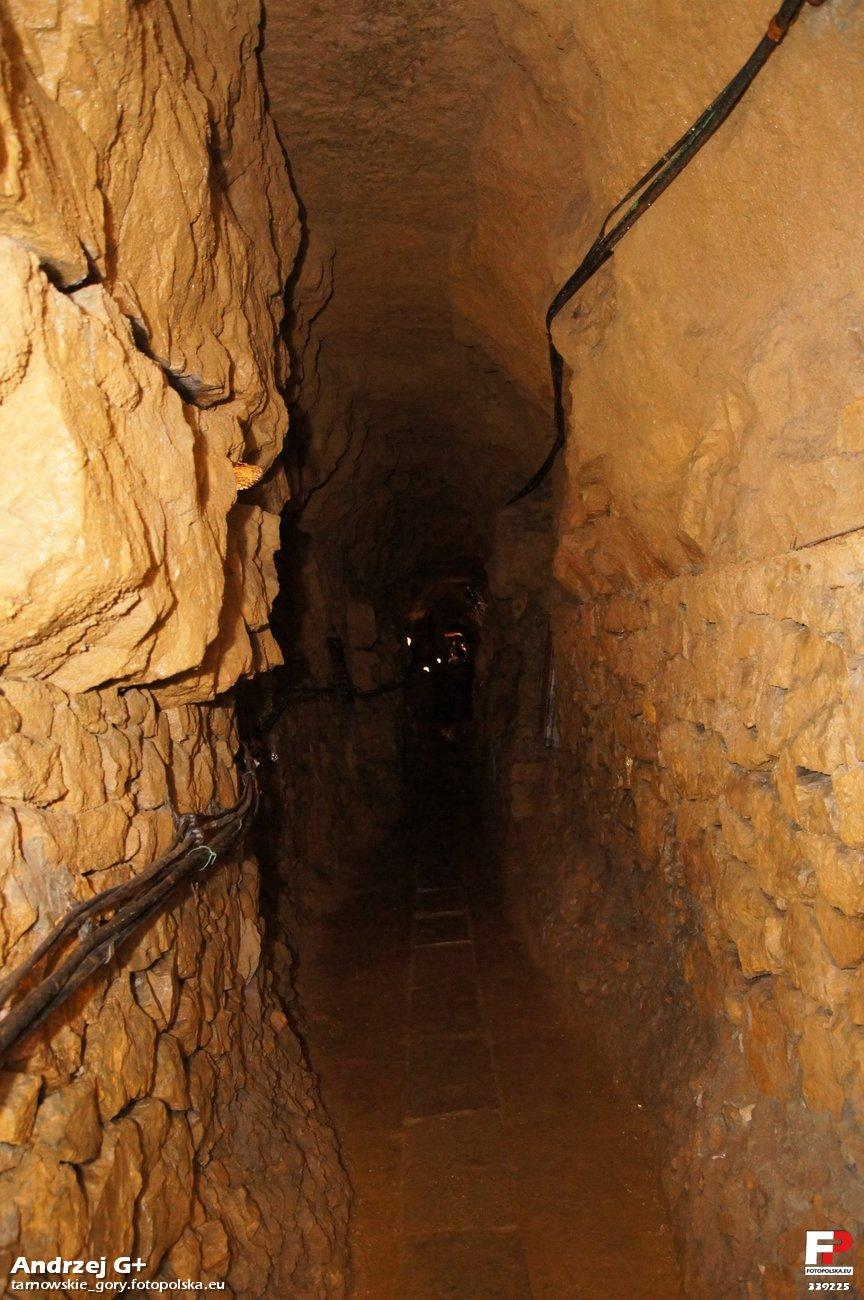
Stollen

Die Königliche Friedrichsgrube bei Tarnowitz (Tarnowskie Góry) war ein Blei- und Silbererzbergwerk aus dem 18. Jahrhundert. Sie war eine der ältesten und bedeutendsten Bergwerke Oberschlesiens. In Teilen der ehemaligen Friedrichsgrube wurde für Besucher ein Schaubergwerk mit dem Namen Silberbergwerk (Kopalnia Srebra) eingerichtet.
Zur Entwässerung der Friedrichsgrube wurde von 1821 bis 1834 der Tiefe Friedrichstollen angelegt. Die in der Grube geförderten Bleierze wurden in der Friedrichshütte verhüttet.

## Geschichte
Tarnowitz war schon von ca. 1490 bis 1600 ein wichtiger Bergbauort. Im 17. Jahrhundert ging der Bergbau in der Stadt ein. Im 18. Jahrhundert erkundete Friedrich Wilhelm von Reden Schlesien nach Vorkommen von Bodenschätzen. 1784 wurden in den Schächten „Rudolphine“ und „Anton“ bei Tarnowitz erste Erzstücke gefunden, woraufhin man ein neues Bergwerk errichtete, um die Erzvorkommen zu fördern und den Bergbau in Tarnowitz wieder aufnehmen zu können. Die Erzlagerstätten lagern dabei im Muschelkalk. Das Bergwerk wurde im Juli 1784 als staatliches Unternehmen eröffnet und blieb zunächst ohne Namen. Für kurze Zeit wurde es dann Friedrich-Wilhelm genannt. Ab 1786 nannte man das Bergwerk schließlich „Friedrichsgrube“. 1786 nahm auch die Friedrichshütte ihren Betrieb auf.
Am 19. Januar 1788 wurde in der Grube die erste Dampfmaschine des Königreichs Preußen in Betrieb genommen, die Maschine wurde in England gekauft. Sie diente dem Antrieb der Entwässerungsanlage. Kurz darauf nahm man eine zweite selbst konstruierte Dampfmaschine vor Ort in Betrieb. Im August 1788 besuchte Kronprinz Friedrich Wilhelm das Bergwerk.
Am 4. September 1790 besuchte Johann Wolfgang von Goethe in Begleitung des Herzogs Carl August bei seiner Oberschlesienreise die Grube und die Friedrichshütte und fertigte drei Skizzen der Pumpenanlagen an. 1803 wurde auf dem Gelände der Grube die erste Bergwerksschule Oberschlesiens gegründet.
1912 wurde die Förderung von Silbererzen und Bleierzen in Tarnowitz eingestellt. Am 5. September 1976 wurden Teile des Silberbergwerks für Besucher öffentlich zugänglich gemacht. Am 9. Juli 2017 wurden die Anlagen der ehemaligen Friedrichsgrube zum UNESCO-Welterbe erklärt.